# V.League 1
V.League 1 Is de hoogste voetbalcompetitie van Vietnam en de competitie is opgericht in 1980. Er spelen 14 clubs in de V.League 1 mee, de kampioen plaatst zich rechtstreeks voor de AFC Champions League.

## V.League Clubs in het seizoen 2011
- Becamex Bình Dương
- Dong Tam Long An FC
- Cao su Đồng Tháp
- Hà Nội ACB
- Hòa Phát Hà Nội
- Hoàng Anh Gia Lai
- Khatoco Khánh Hoà
- Lam Sơn Thanh Hóa
- NaviBank Sài Gòn
- Đà Nẵng FC
- Sông Lam Nghệ An
- Hà Nội T&T
- Vicem Hải Phòng
- Vissai Ninh Binh

## Winnaars
- 1980: Tong cuc Duong sat
- 1981/82: Cau lac bo Quan doi
- 1982/83: Cau lac bo Quan doi
- 1984: Cong an Ha Noi
- 1985: Cong nghiep Ha Nam Ninh
- 1986: Cang Sai Gon
- 1987: Cau lac bo Quan doi
- 1988: Geen competitie
- 1989: Đồng Tháp
- 1990: Cau lac bo Quan doi
- 1991: Hai Quan
- 1992: Quang Nam-Đà Nẵng
- 1993/94: Cang Sai Gon
- 1995: Công an Thành phố Hồ Chí Minh
- 1996: Đồng Tháp
- 1997: Cang Sai Gon
- 1998: The Cong Cau lac bo Quan doi
- 1999: Geen competitie
- 1999/00: Sông Lam Nghệ An
- 2000/01: Sông Lam Nghệ An
- 2001/02: Cang Sai Gon
- 2003: Hoang Anh Gia Lai
- 2004: Hoang Anh Gia Lai
- 2005: Gach Dong Tam Long An
- 2006: Gach Dong Tam Long An
- 2007: Bình Dương
- 2008: Bình Dương
- 2009: Đà Nẵng
- 2010: Hà Nội T&T